# فتح الله عمر
فتح الله عمر هو كاتب وروائي سوري وُلد عام 1966 في مدينة جبلة بمحافظة اللاذقية، وحصل على درجة الدكتوراه في هندسة الاتصالات من جامعة حلب، بدأ حياته كاتبًا للرواية، ثم اتجه إلى كتابة النصوص الدرامية، واشتهر بكتابة القصة والسيناريو لعدد من الأعمال الدرامية السورية ذات الطابع التاريخي مثل: مسلسل الشتات، ومسلسل الواهمون، وبعض الأعمال الدرامية ذات الطابع الاجتماعي مثل: مسلسل وصمة عار، ومسلسل لست جارية.

## أعماله ومؤلفاته
ألف فتح الله عمر العديد من المؤلفات التي تنوعت ما بين الروايات الطويلة، والنصوص الدرامية، ومنها:

### الروايات
- مدائن الالتهاب: صدرت عام 2014 عن دار الفرات للنشر والتوزيع.[2][3]
- القرابين الزائفة
- رقصة البيدق: صدرت عام 2015 عن الدار العربية للعلوم ناشرون ببيروت.[4][5]

### النصوص الدرامية
- الشتات: عُرض المسلسل عام 2003، وهو من إخراج نذير عواد، وبطولة مي سكاف وخالد تاجا.[6][7]
- الواهمون: عُرض المسلسل عام 2006، وهو من إخراج سمير حسين، وبطولة سلاف فواخرجي وبسام كوسا.[8]
- وصمة عار: عُرض المسلسل عام 2007، وهو من إخراج ناجي طعمي، وبطولة جهاد سعد وجومانا مراد.[9]
- مواسم الخطر: عُرض المسلسل عام 2008، وهو من إخرج أسامة شقير، وبطولة إمارات رزق وحازم زيدان.[10]
- للعدالة كلمة اخيرة: عُرض الفيلم عام 2009، وهو من إخراج ناجي طعمي، وبطولة ريم عبد العزيز، وعلي سكر.[11]
- الغالبون: عُرض المسلسل عام 2011، وهو من إخراج باسل الخطيب، وبطولة عبد المجيد مجذوب وأحمد الزين.[12][13]
- درب الياسمين: عُرض المسلسل عام 2015، وهو من إخرج إيلي ف. حبيب، وبطولة فادي الرفاعي وحسن حمدان.[14]
- وجوه وراء الوجوه: عُرض المسلسل عام 2015، وهو من إخراج مروان بركات، ومن بطولة أيمن زيدان، وبسام كوسا.[15][16]
- لست جارية: عُرض المسلسل عام 2016، وهو من إخراج ناجي طعمي، وبطولة كندة حنا وعبد المنعم عمايري.[17]
- بوح السنابل: عُرض المسلسل عام 2018، وهو من إخراج محمد وقاف، وبطولة أحمد الزين وعمار شلق.[18]
- مرايا الزمن: عُرض المسلسل عام 2020، وهو من إخراج محمد ياسين، وبطولة مازن معضم ومهدي فخر الدين.[19]